# Дмитровка (Татарстан)
Дмитровка — село в Заинском районе Татарстана. Входит в состав Поповского сельского поселения.

## География
Находится в восточной части Татарстана на расстоянии приблизительно 2 км на север от районного центра города Заинск.

## История
Основано в 1926 году членами сельхозкоммуны «Труд и знание» на месте бывшего хутора Каменный, принадлежавшего до 1917 года елабужскому купцу И. И. Стахееву. В селе работали колхозы им. Г.Димитрова, «Завет Ильича», одноименный совхоз, позднее СПК «Нива».

## Население
Постоянных жителей было: в 1938—256, в 1949—111, в 1958—118, в 1970—187, в 1979—114, в 1989 — 87, в 2002 — 97 (татары 60 %, русские 40 %), 124 в 2010.